# Ataxia spinicauda
Ataxia spinicauda är en skalbaggsart som beskrevs av Schaeffer 1904. Ataxia spinicauda ingår i släktet Ataxia och familjen långhorningar.
Artens utbredningsområde är:
- Bahamas.
- Kuba.

Inga underarter finns listade.